# Matigramma nitida
Matigramma nitida är en fjärilsart som beskrevs av George Francis Hampson 1913. Matigramma nitida ingår i släktet Matigramma och familjen nattflyn. Inga underarter finns listade i Catalogue of Life.